# Tanya Gold
Tanya Gold (nascida em 31 de dezembro de 1973 em Merton, Surrey) é uma jornalista britânica.  Ela foi educada na [Newland House School], a independente Kingston Grammar School e Merton College, Oxford e escreveu para jornais britânicos incluindo o The Guardian, o Daily Mail, The Independent, The Daily Telegraph, The Sunday Times e o Evening Standard, e também para a revista de notícias The Spectator.
Em 2009, ela foi altamente elogiada na categoria Melhor escritora do ano no British Press Awards.
 Em 2010, ganhou o prêmio de redatora do ano no British Press Awards e também foi indicada para colunista do ano.
Ela escreveu artigos explorando sua recuperação de alcoolismo, e suas investigações secretas sobre a série de televisão Big Brother. Ela também escreveu uma coluna sobre deixar de fumar, "The Quitter".

Em outubro de 2008, ela escreveu um artigo para 'The Guardian' sobre sua 'alma mater': "Oxford é infernal. Precisa ser desmembrada e recheada com crianças de escolas públicas - para seu próprio bem". Ela criticou Merton e a Universidade de Oxford, por uma cultura que considerava privilegiada, estratificada por status socioeconômico e emocionalmente repressiva.